# Walter Russell Stiness

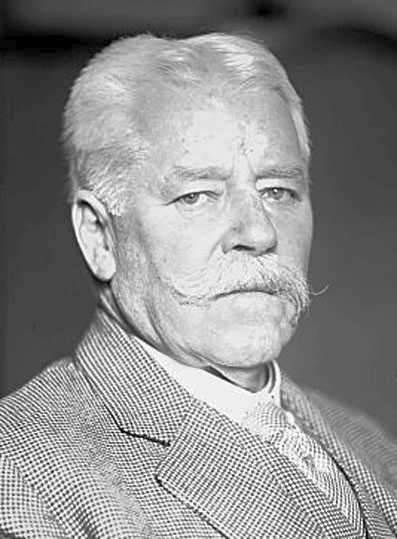
Walter Russell Stiness

Walter Russell Stiness (* 13. März 1854 in Smithfield, Rhode Island; † 17. März 1924 in Warwick, Rhode Island) war ein US-amerikanischer Jurist und Politiker. Zwischen 1915 und 1923 vertrat er den zweiten Wahlbezirk des Bundesstaates Rhode Island im US-Repräsentantenhaus.

## Werdegang
Nach der Grundschule studierte Walter Stiness zwischen 1873 und 1874 an der Brown University in Providence. Nach einem anschließenden Jurastudium an der Boston University und seiner im Jahr 1877 erfolgten Zulassung als Rechtsanwalt begann er in Providence in seinem neuen Beruf zu arbeiten.
Politisch war Stiness Mitglied der Republikanischen Partei. Zwischen 1878 und 1881 saß er als Abgeordneter im Repräsentantenhaus von Rhode Island. Von 1879 bis 1885 war er auch in der Verwaltung des Gerichtshofs von Rhode Island angestellt. In den Jahren 1883 bis 1885 arbeitete Stiness im Stab von Gouverneur Augustus O. Bourn und in den Jahren 1888 bis 1891 war er Eisenbahnbeauftragter seines Heimatstaates. Gleichzeitig war er ab 1888 zunächst stellvertretender und von 1898 bis 1913 eigentlicher Militärstaatsanwalt (Judge Advocate General) von Rhode Island. Zwischen 1904 und 1909 gehörte Stiness dem Staatssenat an. Im Jahr 1909 war er Vorsitzender eines Ausschusses zur Überarbeitung der Gesetze seines Staates und von 1911 bis 1914 war er auch Bundesstaatsanwalt für Rhode Island.
1914 wurde Stiness im zweiten Distrikt von Rhode Island in das US-Repräsentantenhaus in Washington, D.C. gewählt, wo er am 4. März 1915 den Demokraten Peter G. Gerry ablöste. Nachdem er in den folgenden Jahren jeweils wiedergewählt worden war, konnte Stiness bis zum 3. März 1923 insgesamt vier Legislaturperioden im Kongress absolvieren. Im Jahr 1922 verzichtete er auf eine erneute Kandidatur. Nach dem Ende seiner Zeit im Kongress zog Stiness sich in den Ruhestand zurück, den er bis zu seinem Tod im März 1924 in Warwick verbrachte.